# Katja Grewe
Katja Grewe (* 20. Dezember 1998) ist eine deutsche Handballspielerin, die für den HSV Solingen-Gräfrath in der Bundesliga auflief.

## Karriere
Grewe spielte bis zum Jahr 2015 im Jugendbereich des TV Biefang 1912. Anschließend lief sie zwei Jahre für die A-Jugend der JSG TVK/ART auf. Zusätzlich war sie ab der Saison 2015/16 für die in der Oberliga spielende Damenmannschaft von Fortuna Düsseldorf spielberechtigt. Mit Düsseldorf stieg sie 2019 in die 3. Liga auf. In der Spielzeit 2019/20 besaß Grewe ein Doppelspielrecht für den Zweitligisten TV Beyeröhde. Anschließend wechselte sie fest zum TV Beyeröhde, blieb jedoch per Doppelspielrecht weiterhin für Fortuna Düsseldorf spielberechtigt. In der Saisonvorbereitung der Spielzeit 2021/22 zog sich Grewe einen Kreuzbandriss zu, woraufhin sie mehrere Monate pausieren musste. Nachdem der TV Beyeröhde im Jahr 2022 aus der 2. Bundesliga abgestiegen war, schloss sie sich dem Zweitligisten HSV Solingen-Gräfrath an. Ein Jahr später stieg sie mit dem HSV Solingen-Gräfrath in die Bundesliga auf. Im Jahr 2024 trat sie mit dem HSV Solingen-Gräfrath den Gang in die Zweitklassigkeit an.